# 触形隐石蛛
触形隐石蛛（学名：Titanoeca palpator）为隐石蛛科隐石蛛属的动物。在中国大陆，分布于西藏等地，主要栖息于庭院墙角洞隙或砖块下。该物种的模式产地在西藏。